# Útok na mešity v Christchurchi
V pátek 15. března 2019 došlo k teroristickému útoku na dvě mešity ve městě Christchurch na Novém Zélandu. Při útoku střelnými zbraněmi na muslimská centra Al Noor a Linwood v centrální části čtyřsettisícového města zemřelo na místě 49 lidí, 2 další později v nemocnici a 50 dalších bylo zraněno. Agentury AP i Reuters označily akt za největší masový útok v historii Nového Zélandu.
Útočník z mešity Al-Noor si střelbu natáčel a sdílel ji živě na sociálních sítích. Policie po útoku zadržela 4 ozbrojené osoby, tři však postupně propustila s tím, že s útoky pravděpodobně nemají nic společného. Jediným zatčeným, a podezřelým z obou útoků, zůstal 28letý australský občan Brenton Tarrant, kterému bylo sděleno obvinění z vraždy. Ten vinu dlouho popíral, ale v březnu 2020 se k útoku přiznal.
Předsedkyně novozélandské vlády Jacinda Ardernová uvedla, že šlo o důkladně plánovaný teroristický čin.

## Průběh útoků
Těžce vyzbrojený střelec vstoupil do mešity Al Noor kolem 13:40 místního času. Svůj útok přenášel živě na sociální síť Facebook, odkud bylo 17minutové video následně provozovatelem staženo. V mešitě se v době útoků nacházelo 300 až 500 lidí, kteří se dostavili na páteční modlitbu.
K další střelbě došlo kolem 13:55 místního času v islámském centru v Linwoodu, kde bylo zabito dalších 10 lidí. Podle očitého svědectví se jednomu z věřících podařilo útočníka v zápase odzbrojit a donutit ho k ústupu.
Policie potvrdila, že útoky spolu souvisely.

## Oběti a svědkové
Přímo při útocích zemřelo 49 lidí. Z obětí na životech bylo 42 z Al Noor a 7 z Linwoodu, další člověk pak podlehl zraněním po převozu v nemocnici. Mezi mrtvými byli i 4 Bangladéšané a 3 další byli zraněni, ke zraněným patřili také Indonésané, Afghánci a Malajsijci. K zahraničním obětem na životech řadila média také Jordánce, Somálce a Syřany, podle premiérky jimi byli občané Pákistánu, Turecka, Saúdské Arábie, Indonésie a Malajsie.
Z celkových 48 zraněných osob bylo následujícího dne sedm propuštěno z nemocnice. Naopak 11 či 12 zůstávalo nadále v kritickém stavu.
Svědky útoku v mešitě Al Noor se stali mimo jiné hráči bangladéšského kriketového týmu, kteří se v ní chystali pomodlit před mezistátním přípravným zápasem s domácím mužstvem, dorazili však ve chvíli, kdy začala střelba. Všichni v pořádku unikli a chystaný zápas byl následně zrušen.

## Pachatel
Policie po útoku zadržela čtyři osoby, tři muže a ženu. Všichni čtyři byli identifikováni jako extremisté. Tři osoby však byly postupně propuštěny s tím, že s útoky pravděpodobně nemají nic společného.
Australský premiér Scott Morrison potvrdil, že jednou ze 4 zadržených osob byl australský občan. Popsal ho jako „pravicového extremistu a násilnického teroristu“. Média uvedla, že jde o Brentona Harrisona Tarranta, který pochází z města Grafton ve státě Nový Jižní Wales. Ke dni 18. března 2019 byl Tarrant zadržován prozatím jako jediný podezřelý.
Všechny zbraně držené Tarrantem byly pořízeny legálně u několika různých prodejců, rovněž veškeré úpravy provedené na zbraních byly v souladu s tehdejší legislativou. Jediným nelegálním aspektem bylo použití velkokapacitních zásobníků v některých zbraních, ovšem v jiných je mohl používat legálně.
Svou vinu Tarrant dlouho popíral, ale během jednoho ze stání v březnu 2020 se k útoku přiznal.

### Extremismus a manifest
Brenton Tarrant umístil před činem svůj manifest na internetová fóra (imageboardy 8chan a 4chan). Název manifestu The Great Replacement odkazuje na konspirační teorii o údajném plánu na vyhlazení a nahrazení bílé rasy. Krátce před útokem jeho text rozeslal také na 30 e-mailových adres včetně premiérčiny. V manifestu označil muslimy a imigranty za vetřelce a sám sebe za rasistu. Nastínil plán útoku a povzbuzoval čtenáře k vyjádření podpory a k vytváření a šíření dalších memů.
Autorův účet na Twitteru obsahoval snímky zbraní s neonacistickými symboly černého slunce a 14 slov (ty se objevily i v manifestu) a vyškrábanými jmény obětí islamistických útoků vůči Západu.
Útočník se patrně inspiroval srbskými nacionalisty a válečníky, kteří v historii proti muslimům bojovali. Televizní stanice Al-Džazíra upozornila na to, že ve svém 74stránkovém manifestu citoval jak amerického prezidenta Donalda Trumpa jakožto „symbol znovu nabyté bílé identity“, tak i norského ultrapravicového masového vraha Anderse Breivika. Toho Tarrant označil za hlavní zdroj své inspirace.

## Vyšetřování a proces
Začátkem května útočník čelil obvinění z 50 vražd, následně zemřel ještě jeden zraněný a obvinění bylo rozšířeno na 51 vražd, 40 pokusů o vraždu. K tomu přibylo i obvinění z terorismu. Soudní jednání bylo naplánováno na 14. června 2019. 21. května se policisté setkali s 200 členy pozůstalých rodin a seznámili je se závěry vyšetřování. Úřady zakázaly šíření nahrávky pořízené při útoku, osobám, které by ji šířily, hrozilo 14 let vězení.
Tarrant vinu dlouho popíral, ale v březnu 2020 se k útoku přiznal.

## Reakce
Politici po celém světě útok odsoudili.

### Nový Zéland

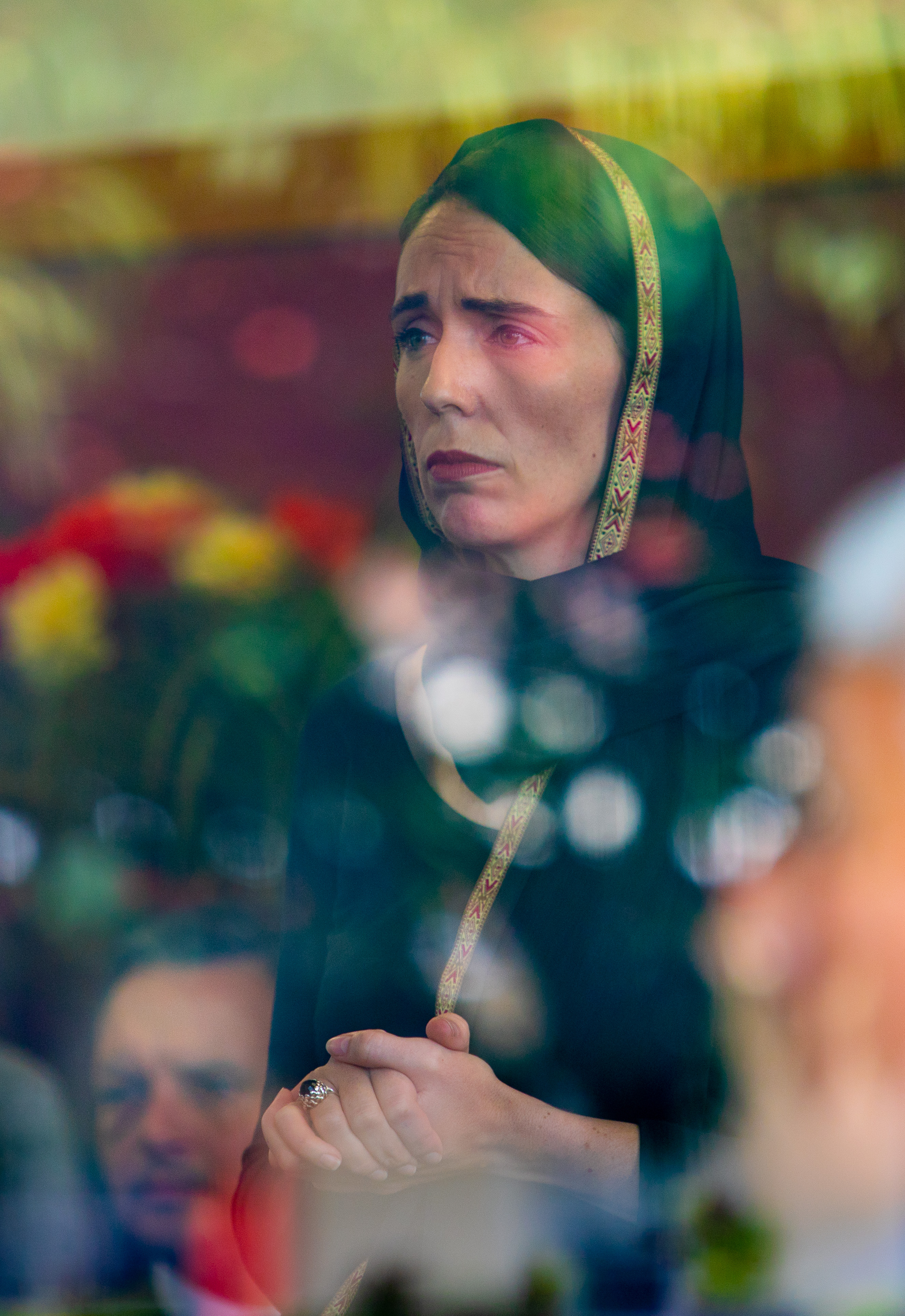
Novozélandská premiérka Jacinda Ardernová na návštěvě muslimské komunity v christchurchském Phillipstownu den po teroristickém útoku, 16. března 2019. V pozadí sedí ministr klimatu James Shaw.

Úřady na Novém Zélandu zvýšily stupeň bezpečnostní hrozby v zemi z „nízkého“ na „vysoký“ a nařídily dvoudenní uzavření mešit v zemi. O víkendu byly z pietních důvodů zrušeny významné sportovní události, např. kriketový či ragbyový zápas a dostihové závody.
Jacinda Ardernová, premiérka Nového Zélandu, prohlásila, že jde o jeden z nejtemnějších dnů Nového Zélandu. K australskému střelci a jeho rozhodnutí provést útok na Novém Zélandu uvedla, že tak učinil, „protože představujeme diverzitu, vlídnost a soucit“. Uvedla také, že hlavní podezřelý byl legálním držitelem pěti zbraní, jež použil k útoku. Země by tak podle ní měla přehodnotit své zákony o zbraních. Novozélandská vláda podle premiérky měla do 10 dnů představit přísnější zákon o držení zbraní. Dne 10. dubna téhož roku zákonodárci skutečně schválili zákaz útočných pušek a poloautomatických střelných zbraní. Pro novelu hlasovalo 119 poslanců, 1 byl proti. Podle agentury Reuters by se zákaz dotkl asi 13,5 tisíce z celkem zhruba 1,5 milionu střelných zbraní na Novém Zélandu.
V následujícím týdnu po útoku se na Novém Zélandu konala řada vzpomínkových akcí. V neděli 24. března 2019 se uskutečnila v Christchurchi tryzna za oběti útoku. Konala se v místě původně připraveném pro koncert kanadského zpěváka Bryana Adamse, který byl po útoku zrušen, a zúčastnilo se jí kolem 40 tisíc lidí. Na další pátek 29. března byla naplánována celonárodní vzpomínková akce.

### Islámský svět
Politici v islámském světě čin odsuzovali, někteří z nich uvedli, že je zvlášť odporný, jelikož se odehrál v době pátečních modliteb. Někteří islámští politici čin přisuzovali vzrůstající islamofobii.
- Pákistán – Premiér Imran Chán k činu řekl, že „vinu na stoupajícím počtu teroristických útoků nese nynější islamofobie. Po útocích z 11. září 2001 bylo totiž za jakýkoli další teroristický čin vždy hromadně odsouzeno 1,3 miliardy muslimů“[48][49], dodal k vyjádření šoku, odsouzení útoku a modliteb k obětem a rodinám; a že se tím potvrzuje, že terorismus nemá žádné náboženství.[50]
- Turecko – Prezident Recep Tayyip Erdoğan uvedl, že střelba byla „nejnovějším příkladem rostoucího rasismu a islamofobie“.[48] Ministr zahraničí Mevlüt Çavuşoglu na Twitteru uvedl, že je útok důsledkem úmyslné démonizace politického boje muslimů. Uvedl k tomu, že „nejen pachatelé, ale i politici a média, kteří na Západě rozdmýchávají již tak vystupňovaný strach a nenávist k islámu, nesou za tento odporný čin odpovědnost.“[47]
- Egypt – Prestižní káhirská sunnitská univerzita al-Azhar uvedla, že útok je důsledkem šíření nenávistných projevů, xenofobie a islamofobie. Uvedla, že „je potřeba ještě intenzivněji usilovat o lepší soužití příslušníků různých kultur a náboženství.“[47]
- Indonésie – Indonéský ministr zahraničí Retno Marsudi uvedl, že „Indonésie rezolutně odsuzuje tento násilný čin, zvlášť proto, že byl spáchán během pátečních modliteb.“[47]

### Česká republika
Prezident Miloš Zeman zaslal kondolence novozélandské guvernérce Patsy Reddyové s ujištěním, že Česká republika tento teroristický útok důrazně odsuzuje. Útoky odsoudili také premiér Andrej Babiš, ministr zahraničí Tomáš Petříček, předseda ODS Petr Fiala nebo ministr vnitra a předseda ČSSD Jan Hamáček.
Na sociálních sítích se však objevily také schvalující komentáře. Policie oznámila, že takové případy prošetřuje, což potvrdil i ministr vnitra Jan Hamáček, jenž podobné reakce označil za nepřijatelné. V polovině května 2019 byl první člověk policií obviněn ze zločinu podpory a propagace terorismu. Kromě jednoho trestního stíhání zahájila také čtyři trestní řízení pro jiné příspěvky ze sociálních sítí. Celkově policie zkoumala více než 30 příspěvků. V březnu 2021 byl jeden z komentujících nepravomocně odsouzen k nepodmíněnému trestu odnětí svobody v délce šesti let, trest mu byl nakonec odvolacím soudem přehodnocen na tříletou podmínku se čtyřletou zkušební lhůtou. Ke květnu 2021 bylo v ČR za souhlasné komentáře odsouzeno celkem 10 lidí, kteří dostali vždy podmíněný trest v délce 2 až 3 roky.

### Další státy
- Británie – královna Alžběta II. kondolovala rodinám a přátelům obětí a ocenila úsilí záchranných služeb i dobrovolníků pomáhajících zraněným.[63][64][65] Premiérka Theresa Mayová poslala kondolence a označila útok za „odporný čin násilí“.[54] Bezpečnostní složky v Británii oznámily posílení hlídek v okolí mešit.[6]
- Německo – kancléřka Angela Merkelová uvedla, že je činem hluboce otřesena, že oběti byly zavražděny z rasové nenávisti[6] a vyjádřila Novému Zélandu sounáležitost. Podobně reagoval ministr zahraničí Heiko Maas.[54]
- Vatikán – Papež František označil tyto činy za nesmyslné násilí a uvedl, že ho velmi zarmoutily. Vyjádřil všem Novozélanďanům a zejména tamější muslimské komunitě svou solidaritu.[66]
- Spojené státy americké – útok odsoudil prostřednictvím mluvčí Sarah Sandersové Bílý dům jakožto čin nenávisti a vyjádřil Novému Zélandu a jeho vládě solidaritu. Prezident Donald Trump mluvil o nesmyslné smrti 49 lidí a i on vyjádřil jménem Spojených států podporu Novému Zélandu.[66]
- Francie – Prezident Emmanuel Macron prohlásil, že země stojí proti všem formám extremismu.[54] Bezpečnostní složky ve Francii oznámily posílení hlídek v okolí mešit.[6]
- OSN – Rada bezpečnosti označila útok za odporný a zbabělý čin a ve společném prohlášení předloženém Kuvajtem a Indonésií odsoudila terorismus s tím, že jde o nejvážnější hrozbu mezinárodního míru a bezpečnosti.[54]
- Evropská unie – předseda Evropské komise Jean-Claude Juncker uvedl, že EU bude vždy stát po boku Nového Zélandu proti těm, „kteří ohavným způsobem chtějí zničit naši společnost a naše životy“.[67][68][69] Předseda Evropské rady Donald Tusk uvedl, že „brutální útok ve městě Christchurch nikdy nesníží toleranci a slušnost, kterými je Nový Zéland proslulý. My v Evropě myslíme na oběti a jejich rodiny.“[70][67][71]

### Útoky na Srí Lance
Dne 21. dubna 2019 došlo na Srí Lance k sérii sebevražedných výbuchů v kostelích a hotelech, jejichž následkem bylo více než 300 obětí na životech. Počáteční vyšetřování dávalo tyto útoky do souvislosti s možnou odvetou extremistických islamistů za útok v Christchurchi.

### Protiopatření na sociálních sítích
V reakci na útok iniciovala Jacinda Ardernová a Emmanuel Macron 15. května summit v Paříži, na kterém jednalo více než 20 vrcholných světových politiků se zástupci některých technologických firem o zamezení šíření teroristických příspěvků na sociálních sítích. Dohodli se na právně nevynutitelné tzv. christchurchské výzvě, kde se technologické firmy zavázaly „podniknout transparentní specifické kroky s cílem zabránit zveřejňování teroristického a násilně extremistického obsahu“. Vlády se pak zavázaly striktně dodržovat pravidla tak, aby nebyla dotčena svoboda projevu. Společnost Facebook se sice summitu nezúčastnila, nicméně už před ním představila plán na zavedení opatření namířených proti šíření násilného a teroristického obsahu. Mezi opatřeními je investice 7,5 mld. dolarů na vylepšení systému na odhalování nedovoleného obsahu nebo blokace možnosti sdílet živá videa v případě šíření násilného obsahu.